# Mantitheus
Mantitheus is een geslacht van kevers uit de familie Vesperidae. De wetenschappelijke naam van het geslacht werd in 1889 gepubliceerd door Fairmaire.

## Soorten
Mantitheus omvat de volgende soorten:
- Mantitheus acuminatus Pic, 1946
- Mantitheus murzini Vives, 2005
- Mantitheus pekinensis Fairmaire, 1889
- Mantitheus taiguensis Wu & Chiang, 2000